# Hajo Seppelt

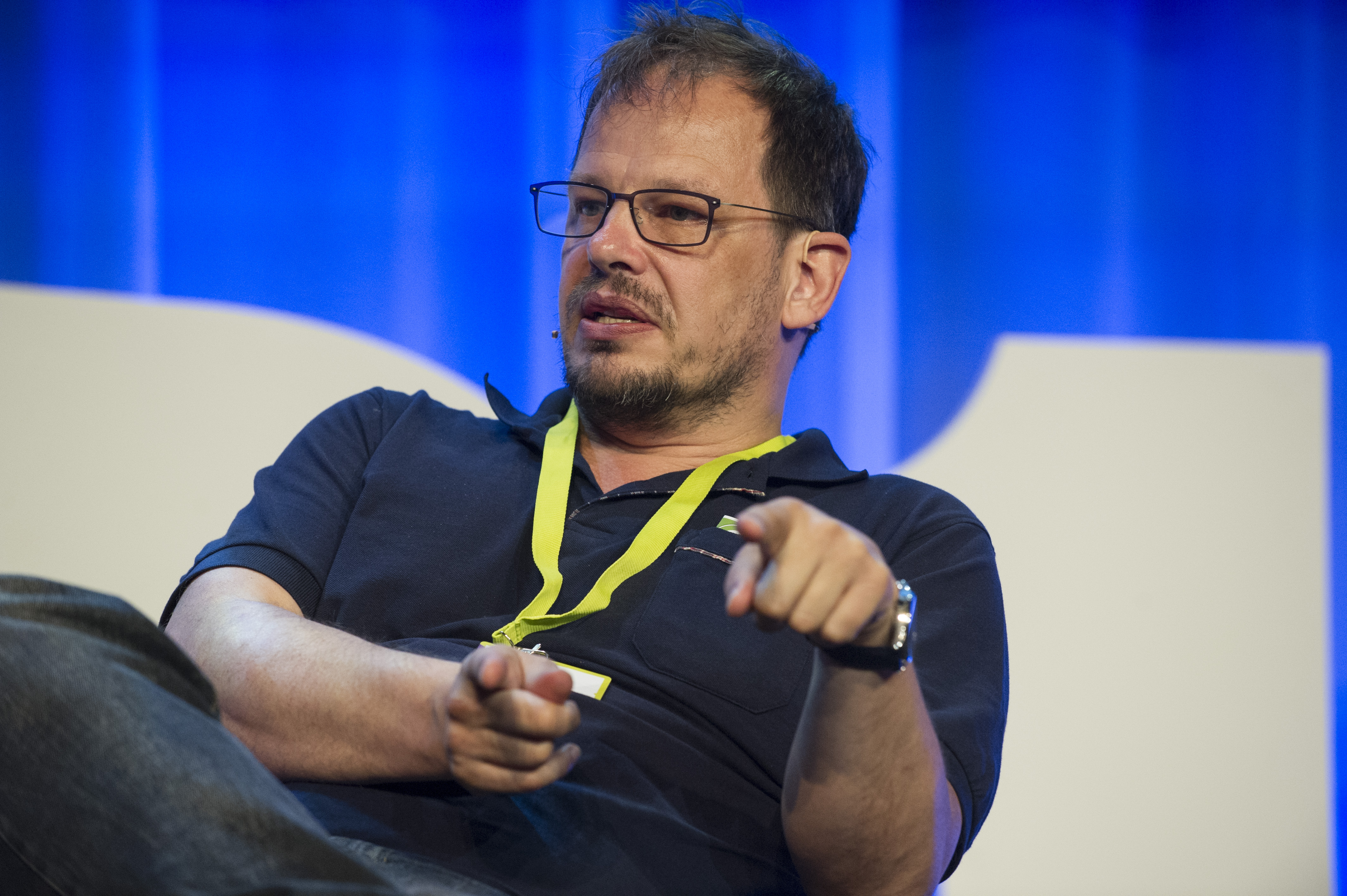
Hajo Seppelt, 2016

Hans-Joachim „Hajo“ Seppelt (geboren 1963 in Berlin) ist ein deutscher Journalist und Autor. Er ist Teil der ARD-Dopingredaktion und gilt als Experte für die Dopingproblematik im deutschen und internationalen Sport. Die von ihm und seinem Team gestalteten Dokumentationen haben maßgeblich zur Aufdeckung von Dopingvergehen und deren Vertuschung geführt.

## Leben und Werk
Hajo Seppelt ist der Sohn von Katharina Seppelt (1938–2015) und Alfred Seppelt (1929–2015), der von 1984 bis 2004 den Berliner Schachverband leitete.
1981 legte er an der Beethoven-Oberschule in Berlin-Lankwitz das Abitur ab. Zum Sommersemester 1982 nahm er ein Sport- und Französischstudium an der Freien Universität Berlin auf und wechselte ein Jahr später zu Sozialkunde und Publizistik, verließ die Universität jedoch ohne Abschluss. Seit 1985 ist Seppelt Sportreporter der ARD. Er war zunächst beim Sender Freies Berlin und ab 2003 beim daraus entstandenen Rundfunk Berlin-Brandenburg beschäftigt. Er beschäftigte sich neben Sportberichterstattungen auch mit sportpolitischen Themen. Mit Johannes B. Kerner berichtete er in einer Dokumentation über die Olympiabewerbung Berlins für die Olympischen Spiele 2000.
Von 1992 bis 2006 war Seppelt Live-Kommentator der ARD für die TV-Übertragung von Schwimmwettkämpfen bei Olympischen Spielen, Welt- und Europameisterschaften. Im Frühsommer 2006 wurde er von dieser Aufgabe entbunden, nach Seppelts Angaben wegen einer öffentlich gewordenen privaten E-Mail, in der Seppelt die unkritische Sport- und Doping-Berichterstattung der ARD kritisiert hatte.
Wenig später wurde er als freier Journalist wieder von der ARD angestellt und baute beim WDR eine Redaktion zum Thema Doping auf. Seit 2006 ist er Autor, Reporter und Experte für Doping und Sportpolitik bei Das Erste, den TV- und Radio-Programmen der Landesrundfunkanstalten der ARD und dem Deutschlandfunk. Er tritt in Sportsendungen, Nachrichtensendungen und Magazinen sowie als Autor von Dokumentationen sowie im Rahmen von Olympischen Sommer- und Winterspielen und anderen sportlichen Großereignissen auf. Seit 2007 ist er zudem Autor der WDR-Sendung sport inside.
Mit zahlreichen Berichterstattungen und Enthüllungen über Doping wurde er international bekannt.
Seit 2017 ist er Chefautor für multimediale Inhalte (TV, Hörfunk, Online) in einer Produktionsfirma in Berlin. Seit 2018 besteht sein Vertrag mit der ARD über den rbb (zuvor über den WDR). Er beschäftigt sich weiterhin mit Berichterstattung über Doping und Sportpolitik.

### Berichterstattung zum Thema Doping im Leistungssport
Seit 1997 berichtet Seppelt regelmäßig für alle Anstalten der ARD über sportpolitische Themen. Gemeinsam mit der ehemaligen kanadischen Schwimmerin Karin Helmstaedt drehte er den Dokumentarfilm Staatsgeheimnis Kinderdoping über Dopingtäter und -opfer des DDR-Schwimmsports, der in der ARD ausgestrahlt wurde. Zum Thema staatliches Doping in der DDR veröffentlichte Seppelt 1999 gemeinsam mit Holger Schück das Buch Anklage Kinderdoping: Das Erbe des DDR-Sports. Von 1997 bis 2000 verfolgte er die Prozesse gegen die Täter des DDR-Dopings vor Berliner Strafgerichten und berichtete darüber in Hörfunk und Fernsehen für den SFB und andere ARD-Anstalten. 2001 thematisierte er in einem Bericht die Transgeschlechtlichkeit des ehemaligen Kugelstoßers Andreas Krieger, der 1986 in der Frauenwertung den Europameistertitel erreichte. 2002 produzierte er für den SFB ein Feature für das Bildungsfernsehen mit dem Titel Doping: Ein gefährliches Spiel.
2006 berichtete Seppelt ausführlich über die Dopingproblematik im Radsport. Seine Recherchen führten unter anderem dazu, dass der deutsche Arzt Markus Choina als Komplize des spanischen Dopingnetzwerks von Eufemiano Fuentes identifiziert werden konnte. Im November 2006 erhielt er den „Leuchtturm“ für besondere publizistische Leistungen der Journalistenvereinigung Netzwerk Recherche für seine Recherchen, Berichte und Exklusivmeldungen um die Radsportler Jan Ullrich und Floyd Landis sowie den Arzt Eufemiano Fuentes. In der im Januar 2007 ausgestrahlten Fernseh-Reportage Mission: Sauberer Sport dokumentierte Seppelt mit Co-Autor Jo Goll die Arbeit deutscher Dopingfahnder. Die Reporter wiesen unter anderem Mängel im deutschen Kontrollsystem nach, was heftige öffentliche Diskussionen auslöste und zu strukturellen Veränderungen in der Nationalen Anti-Doping-Agentur (NADA) beitrug.
Seppelts Arbeit blieb nicht unumstritten. Der Deutsche Skiverband (DSV) leitete Mitte Januar 2008 rechtliche Schritte gegen ihn ein und erwirkte beim Landgericht Hamburg eine einstweilige Verfügung gegen den Journalisten. Seppelt hatte eine vom DSV geforderte Unterlassungserklärung zur Berichterstattung über einen Dopingverdacht bei deutschen Wintersportlern abgelehnt. Hintergrund war eine ARD-Meldung Seppelts, in der der Verdacht geäußert worden war, dass unter anderem deutsche Skilangläufer und Biathleten in einem Blutlabor Blutdoping durchgeführt hätten. Das Hanseatische Oberlandesgericht (OLG) korrigierte die Landgerichtsentscheidung, hob dessen Verfügung am 21. Oktober 2008 auf und gab Seppelt recht: Dem DSV stehe kein Anspruch auf Unterlassung zu, weil er von der Berichterstattung des Journalisten nicht betroffen sei. Im Urteil wurde auch auf die grundrechtlich geschützte Berichterstattungsfreiheit im Falle sorgfältig anonymisierter Berichterstattung verwiesen. Der Verdacht Seppelts konnte auch nach aufwändigen späteren Recherchen nicht bestätigt werden.
Anlässlich der Olympischen Sommerspiele in Peking strahlte die ARD im Juli 2008 die 45-minütige Dokumentation Olympia im Reich der Mitte: Doping in China (Autoren Seppelt/Goll) aus. Die Dokumentation berichtete über Dopingkontrollen und mutmaßliche Dopingpraktiken in China, insbesondere über Angebote von Stammzellen-Manipulationen für Spitzensportler. Vor Beginn der Leichtathletik-Weltmeisterschaften 2009 in Berlin strahlte die ARD die Dokumentation Geheimsache Doping: Die Doping-Drahtzieher der Leichtathletik aus (Autor Hajo Seppelt mit Co-Autor Robert Kempe). Vor den Olympischen Winterspielen 2010 in Vancouver sendete die ARD das 30-minütige Feature Geheimsache Doping: Eiskalter Betrug. In dem Feature blickte Seppelt, Kempe und Jochen Leufgens hinter die Kulissen des Wintersports.
Nach Recherchen von Seppelt und Kempe im September 2010 zum weltbesten Radfahrer Alberto Contador musste der Internationale Radsportverband (UCI) einen positiven Dopingtest des Tour-de-France-Siegers aus Spanien eingestehen. Es kam heraus, dass die UCI einen positiven Test Contadors auf die Substanz Clenbuterol bei der Tour de France im Juli 2010 unter der Decke halten wollte. Im Februar 2012 wurde Contador vom Internationalen Sportgerichtshof (CAS) rückwirkend für zwei Jahre wegen Clenbuterol-Dopings von August 2010 bis August 2012 gesperrt.
Im Mai 2011 hatten Seppelt und Kempe die Möglichkeit, eine Woche lang in Pjöngjang, der Hauptstadt Nordkoreas, zum Thema Sport in Nordkorea zu drehen. Daraus entstand eine im Juli 2011 in der ARD ausgestrahlte Dokumentation mit dem Titel Sport in Nordkorea: Einblicke in eine unbekannte Welt.
Im Januar 2012 publizierten Seppelt und Kollegen vom WDR Beiträge in der ARD-Sportschau und in Sport Inside (WDR) über von einem Erfurter Sportmediziner vorgenommene UV-Bestrahlungen des Blutes an rund 30 Sportlern. Sie veröffentlichten dabei auch die Namen einiger betroffener Athleten. In der Folge entbrannte eine öffentliche Diskussion über die Frage, ob diese Behandlungen nach dem WADA-Code als verboten zu werten seien. Die WADA erklärte sie für verboten, sagte aber später, dass dies nun doch erst seit dem 1. Januar 2011 der Fall sei. Sportrechtliche Verfahren gegen einzelne Athleten wegen besonderer Einzelfallumstände endeten mit Verfahrenseinstellungen beziehungsweise Freisprüchen. Ein staatsanwaltschaftliches Ermittlungsverfahren gegen den Arzt wurde eingestellt. Dennoch vertraten viele Experten weiterhin die Auffassung, dass die Behandlung von Blut sportrechtlich im Grundsatz als verboten zu betrachten sei. In einem Unterlassungsverfahren, das der Sportarzt gegen den WDR wegen der Berichterstattung zu der Frage des Verbots angestrengt hatte, obsiegte der WDR vor dem Oberlandesgericht Köln. Der WDR darf in seiner Berichterstattung von „verbotenen Blutbehandlungen“ sprechen.
Im Frühjahr und Sommer 2012 berichteten Seppelt und Kempe erstmals über Doping kenianischer Leichtathleten. Dabei ging es vor allem um die Praktiken von Ärzten im Hintergrund. Ein Athlet erzählte über weitverbreitetes Doping unter kenianischen Läufern. Die Berichte führten zu heftigen Reaktionen in Kenia und zu einem großen internationalen Medienecho. Im Jahr 2013 fertigten Seppelt und Kempe eine kritische Dokumentation über den deutschen Sportfunktionär Thomas Bach, kurz bevor dieser zum IOC-Präsidenten gewählt wurde.
Im Dezember 2014 wurde ein Film von Seppelt mit dem Titel Geheimsache Doping: Wie Russland seine Sieger macht in der ARD ausgestrahlt. In der 60-minütigen Dokumentation berichteten Whistleblower über systemisches Doping in Russland in der Leichtathletik und anderen Sportarten. Der Film belegt die Vorwürfe mit Beweisen in von Whistleblowern heimlich aufgenommenen Videos und Audios sowie Dokumenten. Die Sendung, der kürzere Beiträge in der ARD und dem WDR mit weiteren Belegen folgten, führte zu einem großen, internationalen Medienecho. Die Dokumentation wurde weltweit in vielen Sprachen ausgestrahlt. Nach der Ausstrahlung traten mehrere Personen von ihren Ämtern respektive Funktionen in internationalen Sportorganisationen beziehungsweise Anti-Doping-Einrichtungen zurück oder wurden suspendiert. Eine sogenannte unabhängige Untersuchungskommission der Welt-Anti-Doping-Agentur (WADA) führte lange Ermittlungen durch. In der Folge wurden mehrere russische Trainer und Funktionäre sowie Athleten zum Teil lebenslang gesperrt. Der russische Leichtathletikverband wurde vom Internationalen Leichtathletikverband (IAAF) suspendiert.
Im August 2015 strahlte die ARD die auf die erste Sendung über Russland aufbauende Dokumentation Geheimsache Doping: Im Schattenreich der Leichtathletik von Hajo Seppelt aus. Neben weiteren Recherchen in Russland konzentrierte sich dieser Film auf Dopingrecherchen in Kenia, Heimat der weltbesten Langstreckenläufer, und insbesondere auf eine bisher unveröffentlichte Datenbank des Weltleichtathletikverbands IAAF mit tausenden von Blutwerten von Athleten aus aller Welt. Zahlreiche Blutwerte aus diesem Datensatz legten laut Seppelt, der mit der Londoner Sunday Times bei dieser Recherche kooperierte, und den australischen Wissenschaftlern Mike Ashenden und Robin Parisotto den Verdacht des Blutdopings nahe. Der Film hatte eine weltweit große Resonanz und wurde in mehreren Sprachen ausgestrahlt. Die IAAF zeigte sich empört darüber, dass der Datensatz in die Hände von Journalisten gelangt war, und wies die Bewertung der Blutdaten durch die Experten Ashenden und Parisotto zurück. Der damalige IAAF-Präsidentschaftskandidat Sebastian Coe nannte die Enthüllungen von ARD und Sunday Times eine „Kriegserklärung“ an die Leichtathletik. Die Untersuchungskommission der WADA stellte Korruption und Vertuschung von Topfunktionären der IAAF über mehrere Jahre fest. Bei der Interpretation der Blutwerte aus der Datenbank der IAAF schloss sie sich dem Urteil der australischen Experten nicht an.
Im März 2016 sendete der WDR in der Sendung Sport Inside den dritten Teil der Serie über Doping in der Leichtathletik mit dem erneuten Schwerpunkt auf Russland: Geheimsache Doping: Russlands Täuschungsmanöver. Darin zeigte Seppelt mit Co-Autor Florian Riesewieck auf, wie russische Trainer und Funktionäre Auflagen des Weltleichtathletikverbandes IAAF und der Welt-Anti-Doping-Agentur WADA unterlaufen. Die 30-minütige Dokumentation rief erneut ein großes internationales Echo hervor und wurde in mehreren Ländern ausgestrahlt. Im Juni 2016 wurde der vierte Teil der Dokumentation Geheimsache Doping – Showdown für Russland in der ARD gesendet. In dieser Dokumentation zeigten die Autoren Hajo Seppelt, Florian Riesewieck, Felix Becker und Olga Sviridenko, wie Funktionäre und Trainer des russischen Leichtathletikverbands (RUSAF) erneut die Regeln des Welt-Anti-Doping-Codes und Auflagen des Weltverbandes IAAF missachten. Kurz nachdem die Dokumentation ausgestrahlt worden war, verlängerte die IAAF die Suspendierung des russischen Leichtathletikverbands. Dessen Athleten konnten daher fast ausnahmslos nicht an den Olympischen Spielen in Rio de Janeiro 2016 teilnehmen.
Im November 2016 wurde der 22-minütige Film Geheimsache Doping: Die Schutzgeld-Erpresser von Hajo Seppelt, Florian Riesewieck, Olga Sviridenko und Felix Becker in der Sportschau ausgestrahlt. In dem Film, der auf einer Recherche der französischen Tageszeitung Le Monde in Kooperation mit der ARD-Dopingredaktion basiert, wurden kriminelle Machenschaften in der internationalen Leichtathletik rund um Doping und Dopingvertuschung thematisiert. Im Januar 2017 strahlte die ARD einen weiteren Beitrag aus der Serie Geheimsache Doping aus. In dessen Mittelpunkt stand mit Andrey Dmitriev ein weiterer Whistleblower aus Russland. Der Leichtathlet beklagte in dem Bericht eine ungebrochene Dopingkultur in der Leichtathletik seines Landes und belegte mit geheimen Videoaufnahmen, dass ein dopingbelasteter Spitzentrainer trotz Suspendierung weiter in der Athletenbetreuung arbeitet.
Im Juni 2017 berichtete Seppelt zudem gemeinsam mit seinem Kollegen Andreas Spinrath über Doping im russischen Fußball. Der damalige ARD-Fußball-Experte Mehmet Scholl wollte nicht, dass der Beitrag im Vorfeld einer Live-Übertragung eines Spiels vom Confederations Cup ausgestrahlt wurde, und verließ aus Protest vorher das Studio. Die ARD betonte, dass die Zuständigkeit für die Gestaltung von Sendungen bei der Redaktion liege. Mehmet Scholl beendete Wochen später seine Tätigkeit für die ARD. Im selben Monat strahlte die ARD eine weitere Folge aus der Reihe Geheimsache Doping aus. Im Film Brasiliens schmutziges Spiel von Hajo Seppelt, Florian Riesewieck und Thilo Neumann ging es um Doping im Land des fünffachen Fußball-Weltmeisters. Im August 2017 sendete die ARD den nächsten Film der Serie. Das Autorenteam mit Hajo Seppelt, Grit Hartmann, Benjamin Best und Ulrike Unfug beleuchtete in der Dokumentation Der Lauf ums große Geld den Umgang europäischer Leichtathletik-Manager mit afrikanischen Athleten und die Dopingsituation in Äthiopien.
Im Januar 2018 – kurz vor den Olympischen Winterspielen im südkoreanischen Pyeongchang – sendete die ARD erstmals eine zweiteilige Folge von Geheimsache Doping. Der Titel lautete Das Olympia-Komplott: Der scheinheilige Kampf gegen den Sportbetrug. In den Filmen des Autorenteams mit Hajo Seppelt, Grit Hartmann, Jürgen Kleinschnitger und Edmund Willison wurden unter anderem der Umgang des IOC mit dem Staatsdoping in Russland sowie die Möglichkeit der Manipulation von Dopingprobenbehältern thematisiert. In einem zusätzlichen Kurzbeitrag berichteten die Autoren über eine Datenbank mit auffälligen Blutwerten aus dem Skilanglauf, die auf Doping zurückzuführen sein könnten.
Im Mai 2018 fertigten Hajo Seppelt und Florian Riesewieck eine weitere Folge von Geheimsache Doping mit dem Titel Russlands Fußball-Freunde. Darin gingen sie Verdachtsmomenten zum Doping im Fußball im Land des WM-Gastgebers Russland nach.
Im Juni 2018 strahlte die ARD anlässlich der Fußball-Weltmeisterschaft in Russland den Film Geheimsache Doping: Brasiliens Zwölfter Mann (Autoren: Hajo Seppelt, Florian Riesewieck, Edmund Willison) über Doping im brasilianischen Fußball aus.
Hajo Seppelts Enthüllungen, die zur Aufdeckung des russischen Staatsdopingskandals führten, hatten gravierende Folgen für den Weltsport: von Sperren gegen zahlreiche russische Athleten über mehreren Teil-Ausschlüssen für die mächtige Sportnation bei Olympischen Spielen und anderen Großereignissen bis hin zu Verwerfungen auf höchster sportpolitischer Ebene. Vier Jahre nach Aufdeckung des staatlich orchestrierten Dopingbetrugs zeigte 2018 die Dokumentation Geheimsache Doping: Verräter - Die Folgen des Falls Russland (Autoren Hajo Seppelt und Nick Butler) aber auch, dass Russland noch immer viel Einfluss in der Welt des Sports ausübt.
Der überführte Dopingsünder und Skilangläufer Johannes Dürr berichtete 2019 in der ARD-Doku Geheimsache Doping: Die Gier nach Gold - Der Weg in die Dopingfalle (Autoren: Hajo Seppelt, Wolfgang Bausch, Rolf-Günther Schulze) umfassend über seine Betrugsmethoden, etwa Doping mit Eigenblut und EPO. Dürr gehörte zu den größten Talenten in seinem Sport, bis er während der Olympischen Spiele 2014 in Sotschi des Dopings überführt wurde. Dürrs Darstellung, er sei ein geläuterter Dopingsünder, entpuppte sich noch während der Dreharbeiten als Lüge. Sein weiterführendes Geständnis, auch nach seinem positiven Test gedopt zu haben, hatte schließlich internationale Ermittlungen gegen einen Blutdopingring zur Folge. Die „Operation Aderlass“ führte zu Festnahmen zahlreicher Athleten und Hintermänner.
Für Betroffenheit sorgte die Dokumentation Kampf ums Geschlecht - Die verstoßenen Frauen des Sports im Jahr 2019 (Autoren: Olga Sviridenko, Edmund Willison und Hajo Seppelt). Die Dokumentation enthüllte: Intersexuelle Athletinnen wurden vor dem Hintergrund eines umstrittenen Regelwerks des Leichtathletik-Weltverbands IAAF zu Hormon-regulierenden Operationen gedrängt. Die ehemalige Medaillenhoffnung Ugandas, Annet Negesa, erzählte in der Doku exklusiv ihre erschütternde Lebensgeschichte.
In der 2019 erschienen Dokumentation Geheimsache Doping: Spur nach Nordafrika (Autoren: Hajo Seppelt, Grit Hartmann, Edmund Willison und Jörg Winterfeldt) stand die Frage im Mittelpunkt, ob Marokko ein Paradies für Sportbetrüger ist. Ins Visier geriet dabei unter anderem der französische Langstreckenläufer Morhad Amdouni, Europameister von 2018. Die Dokumentation erschien im Rahmen der Leichtathletik-Weltmeisterschaft in Doha.
Im Januar 2020 zeigte der Dokumentarfilm Geheimsache Doping: Herr der Heber – Wie ein olympischer Sport zerstört wird (Autoren: Hajo Seppelt, Grit Hartmann, Nick Butler), wie skrupellos die olympische Sportart Gewichtheben geführt wird. Im Weltverband IWF schuf der langjährige Präsident Tamas Aján ein korruptes System, in dem Bereicherung, Vetternwirtschaft und eine Art Ablasshandel für Dopingbetrüger an der Tagesordnung waren. Nach der Veröffentlichung der Doku geriet der Ungar Aján stark unter Druck und trat schließlich im April von seinem Amt zurück. Praktisch alle in der Doku erhobenen Vorwürfe wurden danach durch eine unabhängige Untersuchungskommission, geleitet vom kanadischen Sportrechts-Experten Richard McLaren, bestätigt. Der Internationale Sportgerichtshof CAS verhängte am 16. Juni 2022 eine lebenslange Sperre gegen Aján.
Die Recherchen zu Geheimsache Doping: Hau rein die Pille! (2020 - Autoren: Hajo Seppelt, Wigbert Löer, Patricia Cornicius, Josef Opfermann, Jonathan Sachse) hatte EyeOpening.Media gemeinsam mit dem Recherchezentrum Correctiv mehr als ein Jahr lang vorangetrieben. Dieser Film zeigte, dass der Lieblingssport im Land des viermaligen Weltmeisters häufig auch ein "Pillenkick" ist und dass viele Fußballer Schmerzmittel vor allem aus einem Grund einnehmen: Sie wollen ihre Leistungsfähigkeit steigern.
2021 beleuchtete die Dokumentation Geheimsache Doping: Menschenversuche - Die heimlichen Experimente im DDR-Sport (Autoren: Hajo Seppelt, Jörg Mebus, Josef Opfermann) einen praktisch noch unbekannten Aspekt des DDR-Staatsdoping-Systems: Amateursportler dienten als "Versuchskaninchen" für Experimente, die den Stars des DDR-Sports nicht zugemutet werden sollten. Etliche Freizeitsportler erhielten als sogenannte „Volkssportprobanden“ zudem nicht zugelassene Substanzen, deren Wirkungen und Nebenwirkungen oft nicht bekannt waren. Das aus diesen Menschenversuchen erlangte Wissen wurde dann schließlich zur Leistungsoptimierung bei den Stars genutzt.
2021 stand ein Doping-Experiment im Mittelpunkt der Dokumentation Geheimsache Doping: Schuldig - Wie Sportler ungewollt zu Dopern werden können (Autoren: Hajo Seppelt, Bettina Malter, Jörg Winterfeldt, Nick Butler, Josef Opfermann). Die Resultate dieser exklusiven Versuchsreihe stellten das weltweite Anti-Doping-System infrage. Forscher des Instituts für Rechtsmedizin der Uniklinik Köln hatten im Auftrag von Seppelts Produktionsfirma EyeOpening.Media zwölf Probanden geringe Mengen verschiedener Anabolika mittels einer Trägersubstanz über die Haut verabreicht - durch flüchtige Berührungen. Bei allen zwölf Probanden stellte das renommierte Kölner Dopingkontrolllabor Werte fest, die bei offiziellen Tests wohl zu Sperren geführt hätten. Die Ergebnisse belegten, wie leicht Athletinnen und Athleten theoretisch auch Dopinganschlägen zum Opfer fallen können.
Die Dokumentation Wie Gott uns schuf - Coming-Out in der katholischen Kirche, eine im Januar 2022 ausgestrahlte Dokumentation von Hajo Seppelt, Katharina Kühn, Marc Rosenthal und Peter Wozny, wurde weit über die Grenzen Deutschlands hinaus bekannt. Rund 100 Gläubige im Dienst der Katholischen Kirche wagten in diesem exklusiven, multimedialen Projekt den gemeinsamen Schritt an die Öffentlichkeit. Menschen, die sich als nicht-heterosexuell identifizieren, erzählen von ihrem Kampf gegen Vorurteile und Ressentiments in der katholischen Kirche – oftmals sogar mit dem Risiko, dadurch ihre Arbeit zu verlieren. Der Film, 2022 unter anderem mit dem Deutschen Fernsehpreis ausgezeichnet, führte zu monatelangen Diskussionen bis in höchste Kirchenkreise. Im Jahr 2023 folgte eine weitere TV-Dokumentation zu dem Thema, in der Betroffene schilderten, was im Nachgang des Coming-Outs passierte.
Ebenfalls im Januar 2022 zeigten Seppelt und seine Kollegen Arne Steinberg, Wigbert Löer und Benjamin Arcioli in der Dokumentation Milliardenspiel Amateurfußball - wenn das Geld im Umschlag kommt, dass Geld nicht nur im Profifußball eine große Rolle spielt. Kern der Recherchen war die bislang größte Online-Befragung zur Bezahlkultur im deutschen Amateurfußball. Die Recherchen machten sichtbar: In den Ligen unterhalb des Profifußballs fließt jährlich Schwarzgeld in Höhe von etwa 500 Millionen Euro.
Viel Aufmerksamkeit rief im August 2022 die Dokumentation Missbraucht - sexualisierte Gewalt im deutschen Schwimmsport hervor. Der Deutsche Schwimm-Verband (DSV) musste sich mit schweren Vorwürfen zum Umgang mit sexuellem Missbrauch auseinandersetzen. Jan Hempel, einer der besten deutschen Wasserspringer der Geschichte, berichtete in dieser Dokumentation erstmals über schwerste sexuelle Übergriffe in der Jugendzeit durch seinen Trainer. Autoren der Dokumentation waren Hajo Seppelt, Arne Steinberg, Josef Opfermann und Bettina Malter. Die Causa Hempel und weitere Fälle sexualisierter Gewalt, die in der Doku thematisiert worden waren, wurden nach der Veröffentlichung von einer unabhängigen Aufarbeitungskommission untersucht. Der Deutsche Schwimm-Verband sprach Hempel infolge der Veröffentlichung Schadenersatz-Zahlungen in Höhe von 600.000 Euro zu.
In der Dokumentation Geheimsache Doping: Dealer von 2023 beleuchteten Hajo Seppelt und sein Team (weitere Autoren Jörg Winterfeldt, Peter Wozny, Wigbert Löer) ausführlich den internationalen Dopingmittel-Handel, in dem jährlich Milliardenbeträge umgesetzt werden. Bei den Recherchen kamen die Journalisten auch einer Schlüsselfigur der globalen illegalen Aktivitäten auf die Spur, dem Großdealer Jacob Sporon-Fiedler. Sie wiesen dabei dem Dänen die illegale Einfuhr von anabolen Steroiden in die Europäische Union nach. Sporon-Fiedler zog mit seiner Firma Alpha Pharma aus Mumbai die Fäden, wo ihn EyeOpening.Media aufspürte.
Die 45-minütige Dokumentation Geheimsache Doping: Die Akte China, veröffentlicht im April 2024, machte einen der wohl spektakulärsten Dopingverdachtsfälle der vergangenen Jahre öffentlich. 23 chinesische Schwimmer waren 2021 positiv auf das Herzmittel Trimetazidin getestet worden. Die Welt-Anti-Doping-Agentur WADA akzeptierte die chinesische Darstellung, dass eine Kontamination des Essens in der Küche des Teamhotels für die positiven Tests gesorgt hätte, und ließ die Sache trotz zahlreicher Ungereimtheiten auf sich beruhen. Die positiven Tests kamen erst durch EyeOpening.Media (Autoren: Hajo Seppelt, Nick Butler und Lea Löffler) und die New York Times, die nach zum Teil gemeinsamen Recherchen zeitgleich veröffentlichte, ans Licht. Die Berichterstattung sorgte für lang anhaltende, weltweite Diskussionen und erheblichen Spannungen in der globalen Anti-Doping-Bekämpfung. Im Zentrum der Kritik stand die WADA.
Unmittelbar vor Beginn der Olympischen Spielen 2024 in Paris zeigten Hajo Seppelt und sein Team der ARD-Dopingredaktion (weitere Autoren: Jörg Winterfeldt, Nick Butler, Josef Opfermann, Edmund Willison) in der Dokumentation Geheimsache Doping: Schmutzige Spiele, wie tief die olympische Bewegung im Dopingsumpf steckt und wie wenig Sportfunktionäre dagegen unternehmen. Vor allem die Aussagen des spanischen Dopingarztes Eufemiano Fuentes, der vor versteckten Kameras über ein vom spanischen Staat gestütztes Dopingsystem im Vorfeld der Olympischen Spielen in Barcelona 1992 berichtete, sorgten international für Aufsehen.
EyeOpening.Media und der rbb produzieren zudem regelmäßig Geheimsache Doping: Der Podcast mit Hajo Seppelt und Radio-1-Moderatorin Kerstin Hermes. Seit 2022 geht es in den bisher veröffentlichten drei Staffeln sowie einigen Sonderfolgen rund um die größten Dopingfälle der Sportgeschichte und um Hintergründe der Recherchen der ARD-Dopingredaktion. In der ersten Staffel wurde in sieben Folgen spektakuläre Dopingfälle wie beispielsweise der des Leichtathleten Dieter Baumann oder des Radprofis Jan Ullrich besprochen. Auch die Aufdeckung des russischen Dopingskandals durch ARD-Recherchen wurde thematisiert. In der zweiten Staffel beschäftigen sich die Hosts in fünf Folgen mit der Eisschnellläuferin Claudia Pechstein, die noch immer gegen ihre vermeintlich ungerechtfertigte Sperre wegen Blutdopings aus dem Jahr 2009 kämpft. Dass längst nicht nur in der DDR gedopt wurde, wird in der dritten Staffel aufgearbeitet – Doping in der BRD ist das Thema jener Folgen. Bisher sind zudem drei Podcast-Sonderfolgen erschienen.

### Kontroverse um Einreise in die Russische Föderation
Am 11. Mai 2018 gab die ARD bekannt, dass das für Seppelt vom Südwestrundfunk anlässlich der Berichterstattung über die Fußball-Weltmeisterschaft 2018 beantragte Visum von Russland für ungültig erklärt wurde, da Seppelt als persona non grata auf der russischen Visasperrliste stehe. Das Auswärtige Amt kündigte an, sich um die Aufklärung der Hintergründe zu bemühen, man werde gegebenenfalls „das Gespräch mit der russischen Seite suchen“. Wenige Tage später wurde ihm doch ein Einreisevisum erteilt, jedoch müsse er, wenn er „das Gebiet der Russischen Föderation“ betrete, damit rechnen, dass das „Staatliche Ermittlungskomitee erneut Mittel ergreife[n], um ihn zu befragen“. Seppelt äußerte daraufhin, dass er eine mögliche Einreise abwägen müsse: „Ich werde gemeinsam mit meinem Sender genau prüfen, ob ich am Ende zur WM fahre. [...] Die angekündigte Vorladung vor eine Art Untersuchungsgericht jedenfalls hört sich nicht wirklich einladend an.“ Weil es in Russland für ihn zu gefährlich sei, flog Seppelt nicht zur Fußball-WM; Sicherheitsbehörden hatten dem Journalisten von der geplanten Reise abgeraten.

## Auszeichnungen (Auswahl)
- Großer Hörfunkpreis 1989 des Verbandes Deutscher Sportjournalisten für eine Hintergrund-Reportage im Sender Freies Berlin über den New-York-Marathon (Einlauf in Manhattan).
- Großer Fernsehpreis 1992, 1998, 2001 und 2003 des Verbandes Deutscher Sportjournalisten für diverse Dokumentationen.
- Leuchtturm-Preis des Netzwerks Recherche für besondere publizistische Leistungen (2006).
- Hauptpreis beim Internationalen Festival Sportfilm Liberec 2007 – World Facts Challenge für die ARD exclusiv-Reportage Mission: Sauberer Sport. Dopingfahnder im Einsatz (mit Co-Autor Jo Goll),
- Silver Chest Award 2007 beim Internationalen Dokumentarfilmfestival in Plovdiv für die Reportage Mission: Sauberer Sport. Dopingfahnder im Einsatz (mit Co-Autor Jo Goll).
- 2007: International Sports Movies TV Award für die Dokumentation „Mission: Sauberer Sport“  in der Kategorie „documentary“ beim Internationalen Filmfestival der Federation Internationale Cinema Television Sportifs in Mailand (mit Co-Autor Jo Goll).
- 2007 Deutscher Sportjournalist des Jahres (Wahl der Jury des MediumMagazin).[11]
- Gold World Medal beim New York Festival TV & Video Award 2009, Kategorie „Best Investigative Report (Longform)“ für die Dokumentation Olympia im Reich der Mittel: Doping in China (mit Co-Autor Jo Goll).
- Hauptpreis beim internationalen Festival Sportfilm Liberec 2009 – World Facts Challenge für die ARD-Reportage Olympia im Reich der Mittel: Doping in China (mit Co-Autor Jo Goll).
- Deutscher Fernsehpreis 2013[12] in der Kategorie „Beste Sportsendung“ für die WDR-Sendung sport inside (als Autor gemeinsam mit den Kollegen Tom Theunissen, Florian Bauer, Matthias Wolf, Marc Schlömer u. a. sowie der Redaktion mit Ulrich Loke und Reiner Lefeber).
- 2015 Silver World Medal bei den New York Festivals in der Kategorie „Best Investigative Report“ für die Dokumentation Geheimsache Doping: Wie Russland seine Sieger macht.
- 2015: Zweiter Preis beim Journalistenpreis „Der lange Atem“ für „Doping in der Leichtathletik“[13]
- 2015: International Sports Movies TV Award für die Dokumentation Geheimsache Doping: Im Schattenreich der Leichtathletik in der Kategorie „sports values“ beim Internationalen Filmfestival der Federation Internationale Cinema Television Sportifs in Mailand.
- 2015: Medienpreis des Deutschen Leichtathletik-Verbandes für die ARD-Dopingredaktion und Hajo Seppelt für die Berichterstattung über Doping in Russland.
- 2015 Deutscher Sportjournalist des Jahres (Wahl der Jury des MediumMagazin)
- 2015: Medienpreis des Deutschen Leichtathletik-Verbandes für die Dokumentation Geheimsache Doping: Wie Russland seine Sieger macht.
- 2015: Siegerpreise beim ersten weltweiten Journalistenwettbewerb „Sports Media Pearl Award“ des Weltverbands der Sportjournalisten (AIPS) in Abu Dhabi in der Kategorie „Video documentary“ für den Film Geheimsache Doping: Im Schattenreich der Leichtathletik und in der Kategorie „Best investigative reporting“.
- 2016: Deutscher Fernsehpreis in der Kategorie „Beste Sportsendung“ für Geheimsache Doping: Wie Russland seine Sieger macht und Geheimsache Doping: Im Schattenreich der Leichtathletik.[14]
- 2016: Bud-Greenspan-Award der New York Track and Field Writers für die Dokumentationen Geheimsache Doping: Wie Russland seine Sieger macht und Geheimsache Doping: Im Schattenreich der Leichtathletik.
- 2016: Gewinner des Hanns-Joachim-Friedrichs-Preises für Fernsehjournalismus (Verleihung am 19. Oktober 2016 beim NDR in Hamburg)[15]
- 2016: International Sports Movies TV Award für die Dokumentation Geheimsache Doping: Russlands Täuschungsmanöver in der Kategorie „Sport & Society“ beim Internationalen Filmfestival der Federation Internationale Cinema Television Sportifs in Mailand
- 2017: Gold World Medal bei den New York Film Festivals für Geheimsache Doping: Showdown für Russland in der Kategorie „Current Affairs“ (im Autorenteam mit Florian Riesewieck, Felix Becker und Olga Sviridenko)
- 2017 Hauptpreis beim Internationalen Festival Sportfilm Liberec – International FICTS Festival für die Dokumentationen Showdown für Russland und Russlands Täuschungsmanöver (mit Co-Autoren Florian Riesewieck, Olga Sviridenko und Felix Becker)
- 2017 „Mention D’Honneur“ für die Dokumentation Geheimsache Doping: Der Lauf ums große Geld – Wie Afrikas Sporthelden verkauft werden in der Kategorie “Sport & Society” beim Internationalen Filmfestival der Federation Internationale Cinema Television Sportifs in Mailand
- 2017 „Play the Game“ Award (gemeinsam mit den Whistleblowern Vitaliy und Yuliya Stepanov)
- 2018: Verdienstkreuz am Bande des Verdienstordens der Bundesrepublik Deutschland[16]
- 2018 Gold World Medal bei den New York Film Festivals für Geheimsache Doping: Der Lauf ums große Geld – Wie Afrikas Sporthelden verkauft werden in der Kategorie „Current affairs“ (im Autorenteam mit Ulrike Unfug, Benjamin Best und Grit Hartmann)
- 2018 Deutscher Sportjournalist des Jahres (Wahl der Jury des MediumMagazin)[17]
- 2020: Sportjournalist des Jahres durch das Medium Magazin für Pillenkick - Schmerzmittelmissbrauch im Fußball[18]
- 2021: Georg-Schreiber-Medienpreis der AOK Bayern für Correctiv und die ARD-Dopingredaktion für die Recherche „Pillenkick - Schmerzmittelmissbrauch im Fußball“ in der Kategorie Online[19]
- 2021:  Zweiter Platz VDS-Fernsehpreis für die Dokumentation Geheimsache Doping: Menschenversuche[20]
- 2022: Internationales Sportfilmfestival Paladino d’Oro Palermo 2022 Spezialpreis für die Dokumentation „Geheimsache Doping: Menschenversuche“[21]
- 2022: Katholischer Medienpreis gemeinsam mit Katharina Kühn, Marc Rosenthal und Peter Wozny für die ARD-Dokumentation Wie Gott uns schuf[22]
- 2022: Deutscher Fernsehpreis für die Dokumentation Wie Gott uns schuf - Coming-Out in der katholischen Kirche[23]
- 2023: Silbermedaille beim New York Film Festival für die Dokumentation Wie Gott uns schuf - Coming-Out in der Katholischen Kirche[24]
- 2023: Goldmedaille beim New York Film Festival für die Dokumentation Missbraucht – Sexualisierte Gewalt im deutschen Schwimmsport[25]
- 2023: Herbert-Zimmermann-Preis zweiter Platz für Geheimsache Doping: Der Podcast. Der Fall Claudia Pechstein (mit Podcast-Host Kerstin Hermes)[26]
- 2023: Deutscher Kinderschutzpreis der Deutschen Kinderschutzstiftung Hänsel+Gretel für die Dokumentation Missbraucht – Sexualisierte Gewalt im Schwimmsport, gemeinsam mit dem Turmspringer Jan Hempel[27]
- 2023: Internationales Sportfilmfestival Paladino d’Oro Palermo 2023 Vito Maggio Award für Geheimsache Doping: Dealer[28]
- 2023: Erster Preis beim Deutschen SportfilmFest des Verband Deutscher Sportjournalisten für die Dokumentation Missbraucht - Sexualisierte Gewalt im Deutschen Schwimmsport[29]
- 2023: Stern-Preis "Geschichte des Jahres" für die Dokumentation Wie Gott uns schuf - Coming-Out in der Katholischen Kirche[30]
- 2023: Otto-Brenner-Preis für kritischen Journalismus für die Dokumentation Geheimsache Doping: Dealer[31]
- 2024: Silbermedaille beim New York Film Festival für Geheimsache Doping - Dealer[32]

## Publikationen

### Bücher
- mit Holger Schück: Anklage: Kinderdoping. Tenea Verlag, 1999, ISBN 978-3-932274-16-9.
- mit Wigbert Löer: Feinde des Sports. Undercover in der Unterwelt des Spitzensports. Econ Verlag, 2019, ISBN 978-3-430-21011-9.

### Fernsehreportagen, Dokumentationen
- mit Johannes Kerner: Die Jahrtausendspiele: Berlins Hürdenlauf nach Olympia. 1992.
- mit Karin Helmstaedt: Staatsgeheimnis Kinderdoping. 1997.
- Gedopt: Wie eine Frau zum Mann wurde. 2001.
- Doping: Ein gefährliches Spiel. 2002.
- Vom Einheitssport zur Vereinigung. 2005.
- mit Jo Goll: Mission: Sauberer Sport. 2007.
- mit Jo Goll: Olympia im Reich der Mittel: Doping in China. 2008.
- mit Robert Kempe: Geheimsache Doping. 2009.
- mit Robert Kempe und Jochen Leufgens: Radsport: Die schwerste Etappe. 2010.
- mit Robert Kempe und Jochen Leufgens: Geheimsache Doping: Eiskalter Betrug. 2010.
- mit Robert Kempe: Sport in Nordkorea: Einblicke in eine unbekannte Welt. 2011.
- mit Robert Kempe: Kein Wunder: Kenya bangt um den Läufer-Mythos. 2012.
- mit Robert Kempe: Thomas Bach: Der neue Herr der Ringe? 2013.
- Geheimsache Doping: Wie Russland seine Sieger macht. 2014.
- Geheimsache Doping. Im Schattenreich der Leichtathletik. 2015.[33]
- Geheimsache Doping: Russlands Täuschungsmanöver. 2016.
- Geheimsache Doping: Showdown für Russland. 2016.
- Geheimsache Doping: Die Schutzgeld-Erpresser. 2016.
- Heuchelei und Lügen. 2017.
- Geheimsache Doping: Brasiliens schmutziges Spiel. 2017.
- Jamaikanische Sprinter: Positive Dopingtests, keine Konsequenzen. 2017.[34]
- Geheimsache Doping: Der Lauf ums große Geld. 2017.[35]
- Geheimsache Doping: Das Olympia-Komplott. Der scheinheilige Kampf gegen den Sportbetrug. 2018.
- Geheimsache Doping: Russlands Fußball-Freunde. 2018.[36]
- Geheimsache Doping: Brasiliens zwölfter Mann. 2018.
- mit Wolfgang Bausch und Rolf-Günther Schulze: Geheimsache Doping: Die Gier nach Gold – Der Weg in die Dopingfalle. 2019[37]
- mit Katharina Kühn, Marc Rosenthal und Peter Wozny: Wie Gott uns schuf – Coming out in der katholischen Kirche. 2022.[38]
- mit Bettina Malter, Josef Opfermann und Arne Steinberg: Missbraucht – Sexualisierte Gewalt im deutschen Schwimmsport. 2022.

### Interviews
- Berlin Online, Saubere Rennen sind eine Illusion (Memento vom 17. September 2008 im Internet Archive)
- message online, "Keiner nennt es Kirmesboxen", PDF (Memento vom 25. Mai 2011 im Internet Archive), PDF im Archiv
- medium magazin, Daniel Bouhs: “Wir müssen uns entschuldigen” (Memento vom 30. Mai 2009 im Webarchiv archive.today)